# جسنيات
جُسنيات (الاسم العلمي Moridae)، فصيلة أسماك تشبه أسماك القد من رتبة الغادسيات، وتعرف باسم القد اللنغي. أعطانها جميع بحار العالم. ويمكن أن يُعثر عليها عند عمق 2500 م (8,200 قدم)، على الرغم من أن معظمها يفضل المياه الضحلة. في المظهر، فإنها تشبه إلى حد كبير السمكة القد النموذجية، والتي لا يمكن تمييزها إلا عن طريق ميزات الهيكل العظمي والمثانة السباحة.